# Kilianskirche (Bissingen)

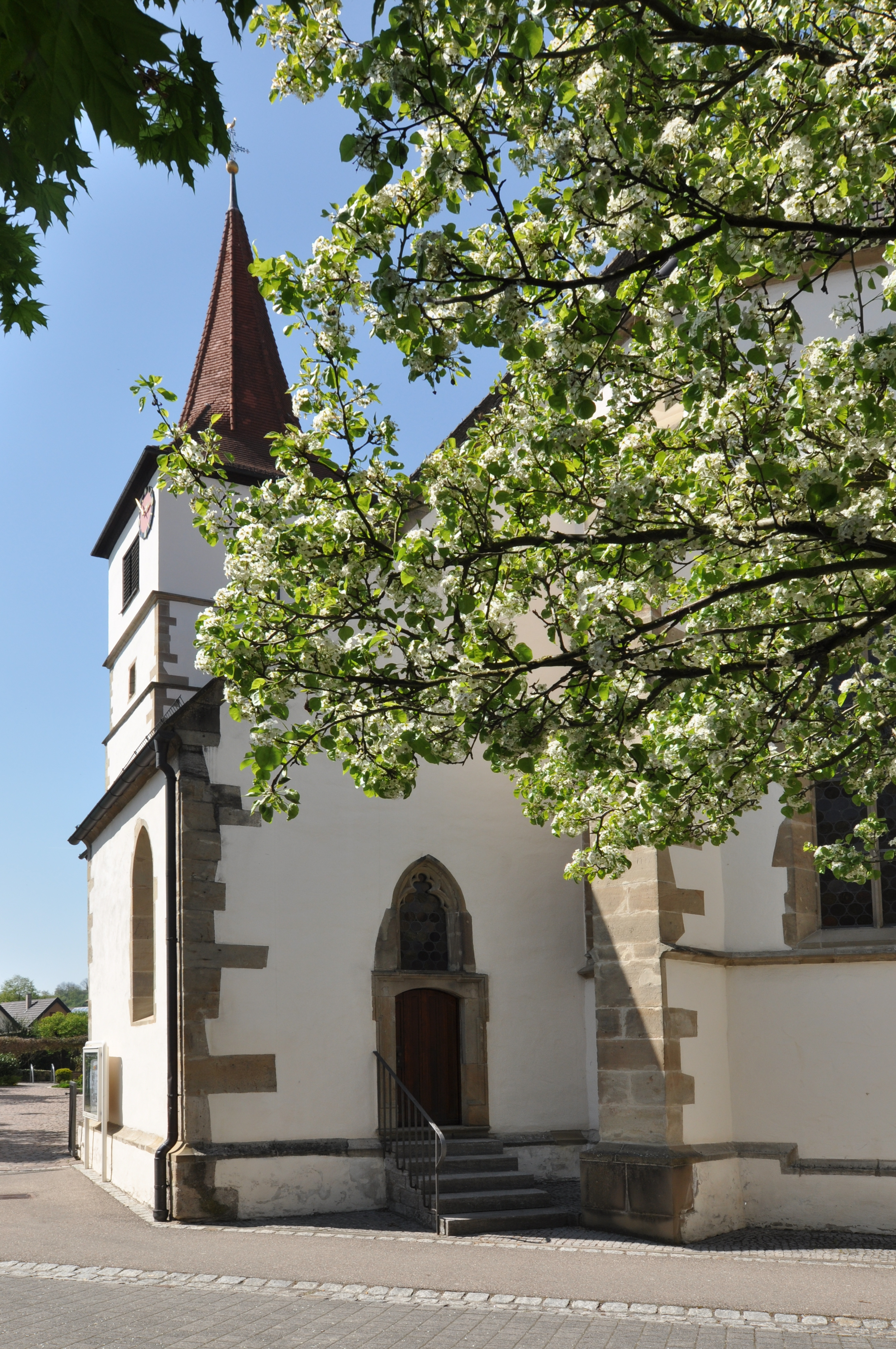
Kilianskirche in Bissingen an der Enz, Südostansicht

Die Kilianskirche in Bissingen an der Enz ist eine gotische Westturmkirche. Sie ist mit einer in Umfang und Erhaltungszustand seltenen Biblia pauperum aus dem 17. Jahrhundert ausgemalt.

## Baugeschichte
Am ältesten sind die Grundgeschosse des Turms aus dem 13. Jahrhundert, der als massiver Wehrturm angelegt war. Schmale frühgotische Fenster im ersten Turmgeschoss deuten auf die Bauzeit hin. Dass der Turm, anders als bei den meisten Dorfkirchen der Region, nach Westen ausgerichtet war, dürfte daran liegen, dass er das Dorf Richtung Westen zum offenen Enztal hin gegen mögliche Feinde absichern sollte. An den Turm schloss sich, vermutlich Richtung Osten, ein kleines Kirchenschiff von gleicher Breite an.

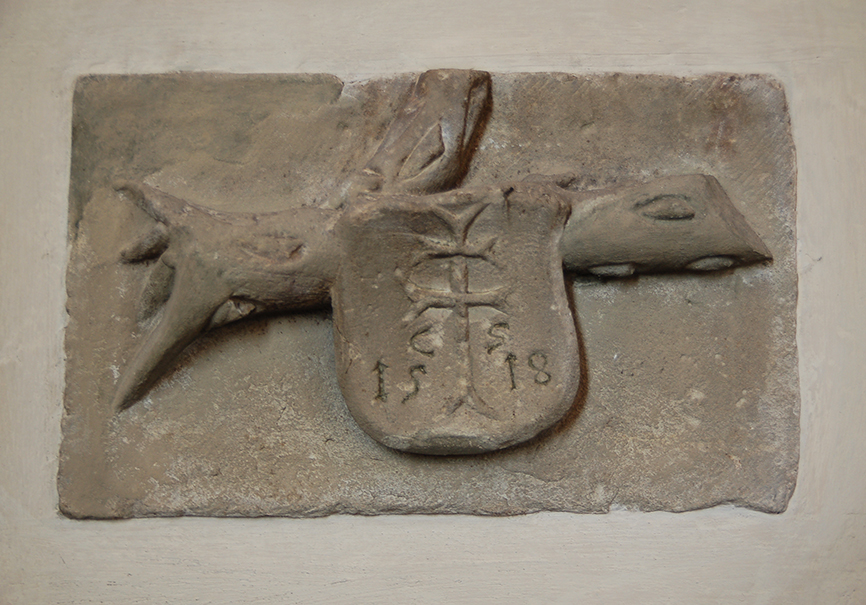
Wappen des Grüninger Heilig-Geist-Spitals mit Jahr 1518 und Initialen CS

Bis zur Reformation gehörte die Bissinger Pfarrei zum Landkapitel Grüningen im Archidiakonat Trinitatis des Bistums Speyer. Nachdem sie erst in württembergische Hand gekommen war, ging die Kilianskirche 1404 in den Besitz des Grüninger Heilig-Geist-Spitals über. Insbesondere unter dem Spitalmeister Johannes Betz packte der Spitalorden im 16. Jahrhundert zahlreiche Baumaßnahmen an. Von dessen „Bauwut“ profitierten neben dem Spital in Markgröningen auch die Bietigheimer Peterskirche und die Bissinger Kilianskirche. Deren Schiff wurde in der Breite nach Norden und Süden gleichmäßig erweitert. Im Osten wurde ein gewölbter Chor und südlich im Anschluss daran eine Sakristei angefügt. Der Turm, der nun eine offene Vorhalle bildete, bekam an beiden Seiten je einen spätgotischen Spitzbogeneingang. Jeweils ein weiteres Portal wurde in die Nord- und in die Südwand eingezogen. Die Jahreszahl 1520 im Schlussstein des Chorbogens deutet darauf hin, dass der Bau der Halle um diese Zeit abgeschlossen wurde. Über dem mittleren Chorfenster befindet sich eine weitere Jahreszahl, 1535, vermutlich das Jahr, in dem der Chor fertiggestellt wurde. Der Turm besaß damals vermutlich ein Glockengeschoss aus Fachwerk über den beiden Steingeschossen.
Anfang des 17. Jahrhunderts wurde der Turm um zwei Geschosse aufgestockt, wie aus der Jahreszahl 1614 in einem Eckquader des vierten Turmgeschosses hervorgeht. In ihm befand sich nun die Glockenstube, darüber vermutlich ein Pyramidendach. Aus dem Dreißigjährigen Krieg sind keine nachhaltigen Schäden bekannt, obwohl die Dorfbevölkerung schwer litt. Erst gegen Ende des 17. Jahrhunderts hatte sie sich von den Seuchen und Hungersnöten infolge der Plünderungen und Zerstörungen durch durchziehende Kriegshorden erholt.
Das Fragment der frühen Kanzel von 1518, heute als Kanzelfuß vor der nördlichen Chorwand stehend, befand sich bis 1938/39 an der Mitte der Nordwand beim Fenster. Die Abschrägung an der linken unteren Ecke des folgenden Wandgemäldes markiert noch den früheren Kanzelaufgang. Es ist davon auszugehen, dass das Parterregestühl wie der südliche Emporenschenkel in der Art einer Querkirche auf die Nordkanzel ausgerichtet war. In der zweiten Hälfte des 17. Jahrhunderts entstand auch die Biblia pauperum, die Ausmalung mit biblischen Szenen aus dem Alten und Neuen Testament. 1677 entstanden die Bilder, die der Besucher beim Eintritt von Westen her Richtung Chor sieht. Auf 1691 datiert sind die Bilder in umgekehrter Blickrichtung sowie das große Jonasbild im Chor und die Bilder auf der Westempore.
In der Barockzeit wurden in der Kirche Emporen gebaut (ein kürzerer Schenkel auf der nördlichen Langseite, ein längerer südlich, sowie eine große Chorempore) und die Wandbilder übermalt. Ein weiteres Geschoss wurde in Fachwerkbauweise als neues Glockengeschoss auf den Turm aufgesetzt, darüber in kunstvoller Zimmermannsarbeit die spitze Turmhaube aufgesetzt, mit ihrem Übergang vom Viereck zu Achteck.
Bei einer großen Renovierung kurz vor dem Zweiten Weltkrieg wurden die Emporen mit Ausnahme der Westempore wieder beseitigt. 1960–1961 fand schließlich die letzte grundlegende Renovierung statt. Dabei wurde der gesamte nachreformatorische Bilderzyklus wieder freigelegt, mit Ausnahme weniger Bilder im westlichen Teil, bei denen dies infolge von Umbaumaßnahmen im Barock nicht mehr möglich war. Die baufällige Gipsdecke, die den Anlass zu der Renovierung gegeben hatte, wurde entfernt. Beim Aufbrechen der Gipsdecke entdeckte man, dass die Bretter, auf die sie fixiert war, mit Engelsköpfen und Sternen bemalt waren; sie waren selbst die Bestandteile einer älteren barocken Holzdecke. Man ersetzte sie dennoch durch eine einfache hölzerne Bretterdecke, weil sie stilistisch in der restaurierten Kirche nicht mehr in Frage kam. Bei der neuen Decke wurden die Tragbalken als optisch strukturierende Elemente einbezogen. Ein Teil der barocken Holzdecke wurde restauriert und im zweiten Turmgeschoss, oberhalb des Emporenaufgangs, als Decke angebracht.

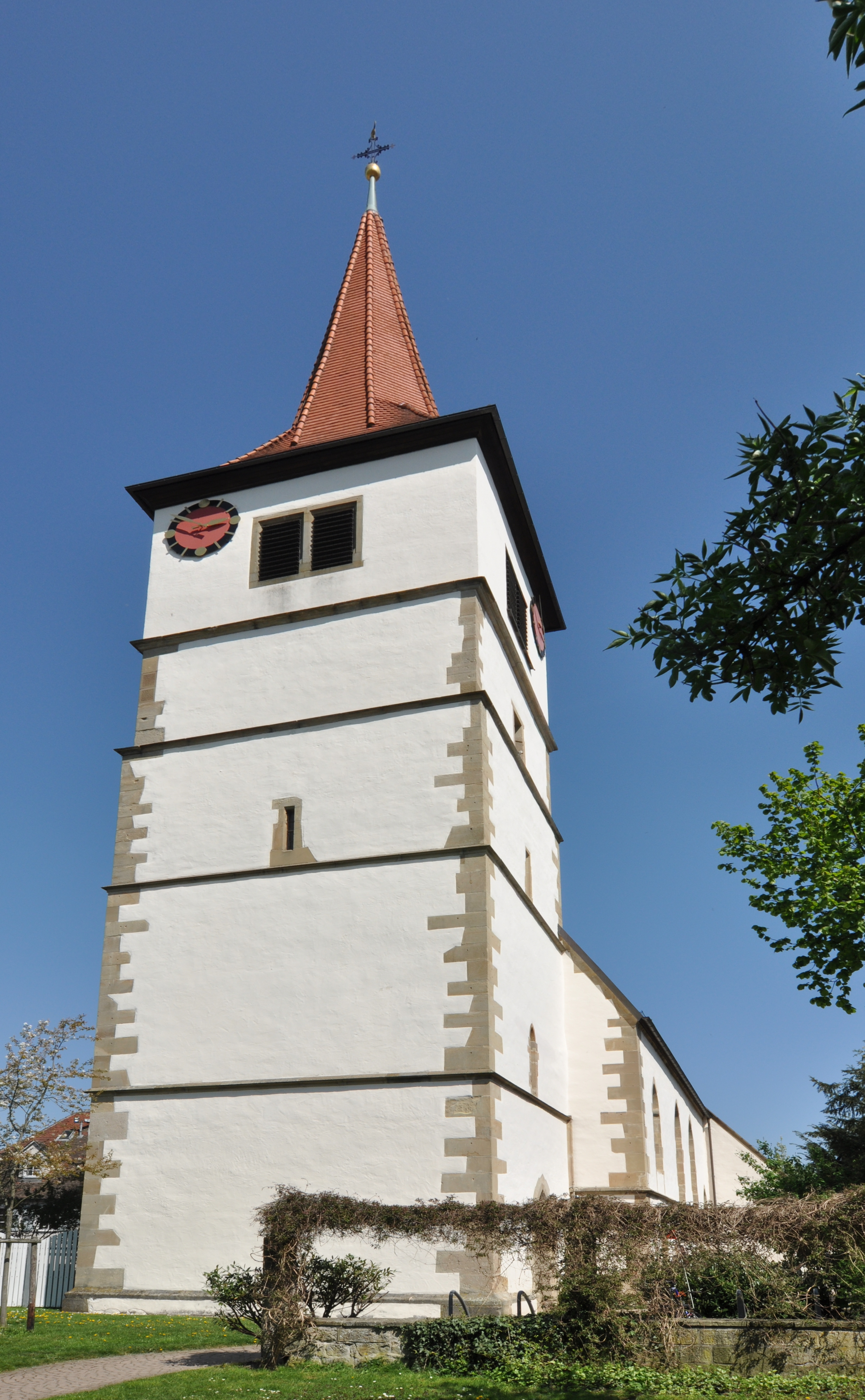
Westansicht

## Architektur
Die wuchtigen Spitzbogeneingänge des Turms waren ursprünglich offen. Der südliche dient nach wie vor als Kircheneingang, während der nördliche durch eine Außentoilette verdeckt ist. Im Geschoss darüber sieht man die schmalen frühgotischen Lanzettfenster, in den beiden darüber befindlichen Renaissancegeschossen rechteckige Fenster. Die Fensteröffnungen im vierten Geschoss, der ehemaligen Glockenstube, sind mit Rillenführungen für Schallläden versehen. Das Fachwerkgeschoss darüber ist nicht als solches erkennbar, da es verputzt ist.
Das Seitenportal auf der Südseite ist durch einen Windfang verdeckt. Am zugemauerten Gegenstück auf der Nordseite liegt die handwerklich hochwertige Steinmetzarbeit offen zutage. Die Fenster an Nord- und Südseite umläuft ein mäanderndes Gesims, das auch an der Markgröninger Spitalkirche vorhanden ist – eine Spezialität des Markgröninger Baumeisters. Nördlich am Chor befindet sich ein enger Wendeltreppenaufgang zum Dach. Ein alter vermauerter Ausgang führt aus dem Aufgang zum Schiff hinaus, möglicherweise der Zugang zu einem ehemaligen Lettner. Ein weiterer vermauerter Ausgang führte zu der in den 1930er Jahren wieder abgebauten Chorempore.
Die hoch gelegene Sakristei an der Südseite besitzt ein Renaissanceportal.
Die Ornamente an den Fenstern sind fein ausgearbeitete Beispiele spätgotischen Maßwerks. Bis auf die Sakristeifenster sind sie aus der Grundform der Fischblase im Flamboyant-Stil ausgeführt.

## Innenausstattung

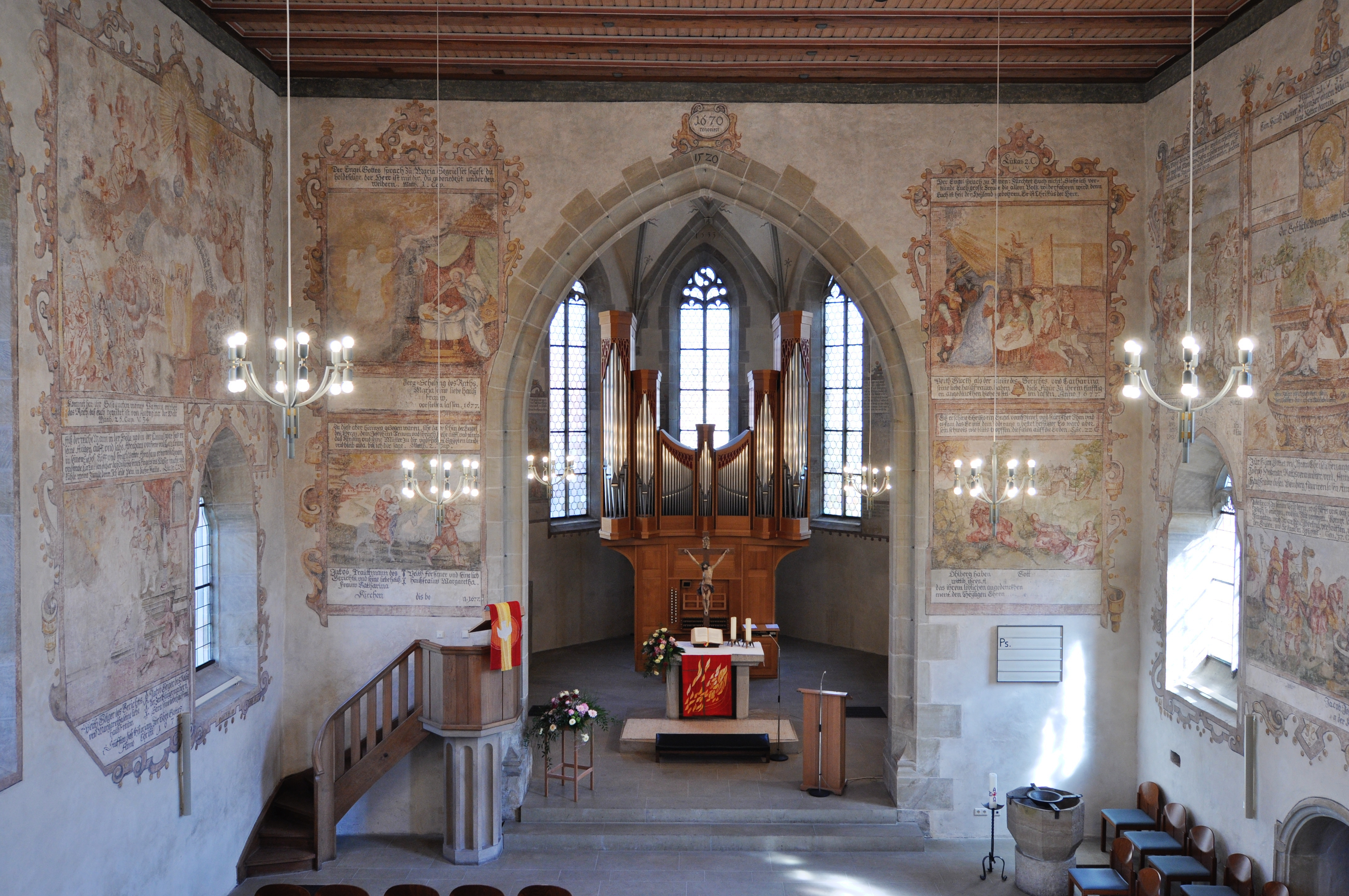
Innenansicht Hauptschiff und Chor

### Ausmalung
Die Kilianskirche weist eine im weiten Umkreis einzigartige historische Ausmalung auf, die bei Restaurierungen 1938/39 und 1960/61 fast vollständig freigelegt werden konnte. Der größere Teil der Bilder weist die Datierung 1677 auf, ein geringer Teil die Datierung 1691.

#### Wandgemälde datiert 1677
Der Zyklus beginnt am Chorbogen. Die Abbildungen dort zeigen
- Mariä Verkündigung,
- die Anbetung des Jesusknaben durch Hirten und Könige,
- die Flucht nach Ägypten,
- Christus mit den Jüngern am Ölberg.

Daran schließen sich sieben Bilder an der Südwand an:
- Verkauf Josephs durch seine Brüder,
- die eherne Schlange in der Wüste mit Mose und Aaron,
- in einem Feld Christus in der Kelter und Der geistliche Weingarten des Herrn Jesu; beide Bilder mit Bezug zum örtlichen Weinbau,
- die Kundschafter mit der Kalebstraube,
- Christi Auferstehung,
- Christi Himmelfahrt,
- der Fischzug Petri.

Die Bilder an der Nordwand zeigen:
- das Pfingstwunder,
- den Kampf Jakobs mit dem Engel,
- den Traum Jakobs von der Himmelsleiter,
- die Verklärung Jesu mit Mose, Elias, Petrus, Johannes und Jakobus,
- das Gleichnis vom reichen Mann und vom armen Lazarus,
- das Jüngste Gericht.

Im Chor befinden sich folgende Bilder:
- Sündenfall und Vertreibung aus dem Paradies,
- die Versuchung Josefs durch Potifars Frau,
- die Speisung der Fünftausend,
- eine Szene vom Zorn Gottes aus der Offenbarung des Johannes,
- Gleichnis vom Unkraut unter dem Weizen (von der Orgel verdeckt),
- von der Darstellung der Berufung des Propheten Elischa ist nur der Text erhalten,
- Taufe Christi im Jordan,
- Opferung Isaaks durch Abraham,
- das Abendmahl, durch die Chorempore zerstört, im unteren Teil durch den Restaurator angedeutet,
- eine Illustration zum Vers „Brich dem Hungrigen dein Brot“ von Jesaja.

#### Wandgemälde datiert 1691

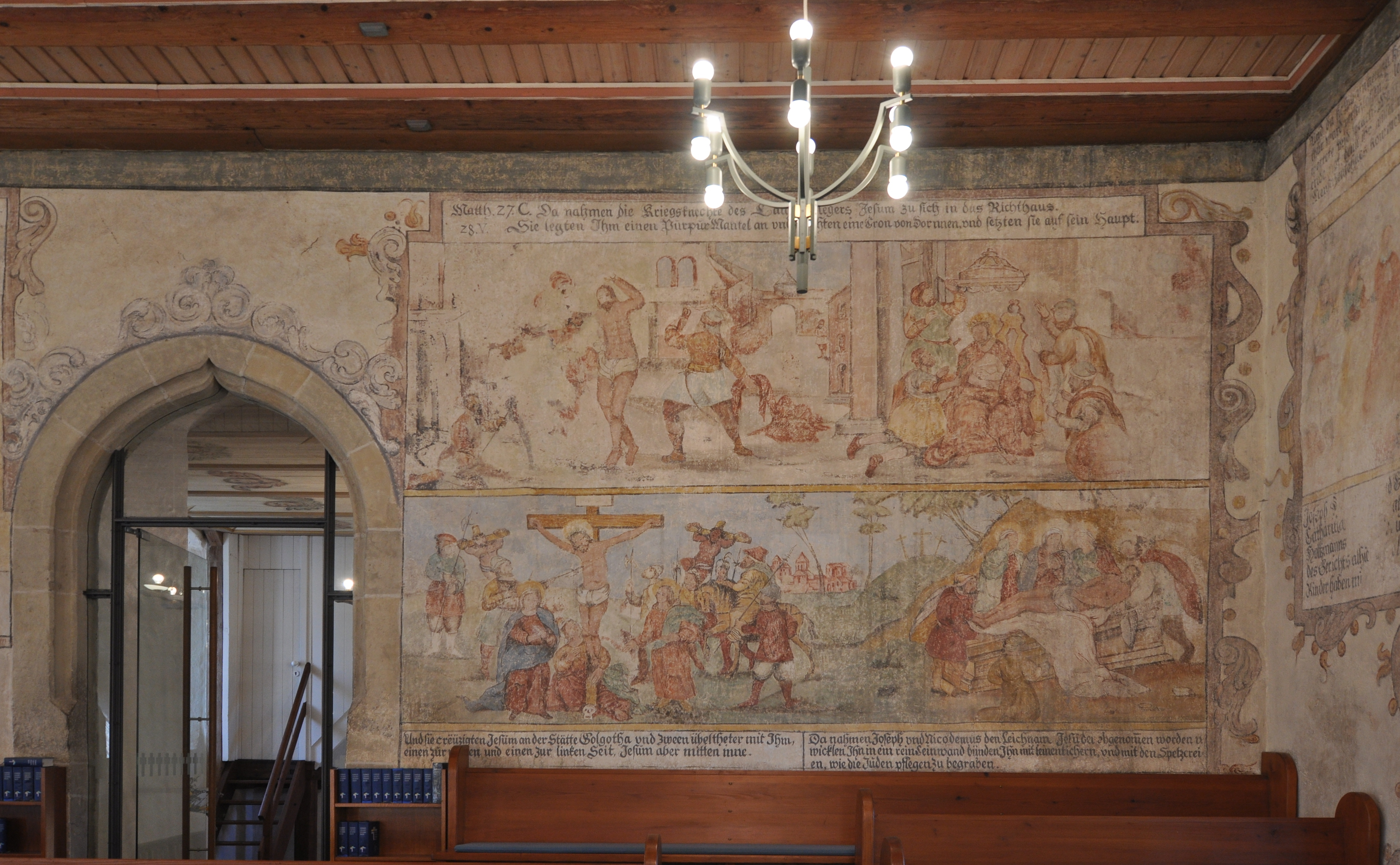
Darstellung der Passion Christi rechts an der Westwand oberhalb der Empore

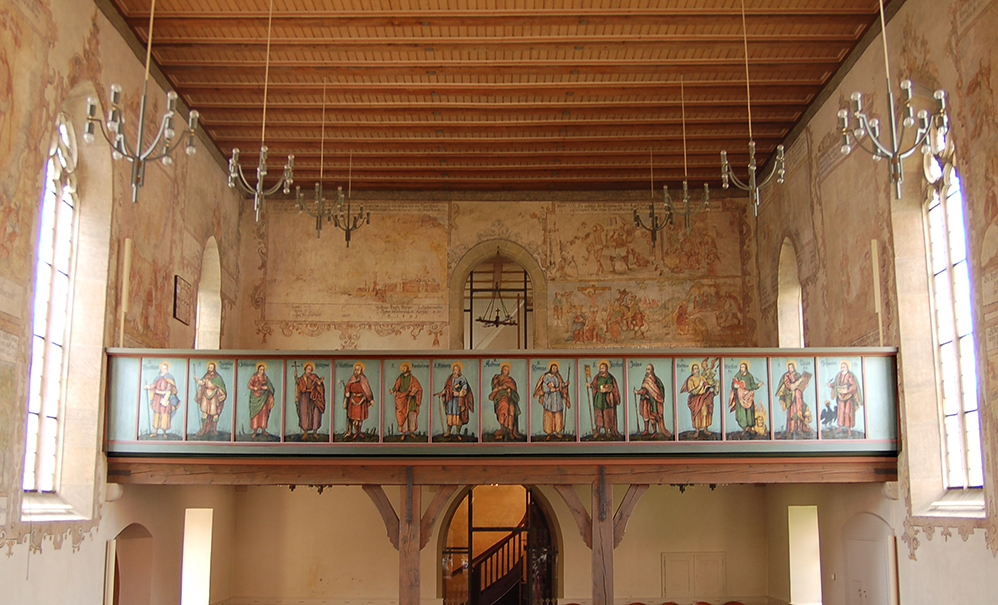
Heiligenbilder auf der Emporenbrüstung mit Judas ohne Heiligenschein

Die Bilder im Bereich der Empore aus der zweiten Ausmalung zeigen:
- das Gleichnis von den klugen und törichten Jungfrauen,
- vier Darstellungen aus der Passion Christi,
- kaum noch erkennbar das himmlische Jerusalem,
- Mose bringt die Gesetzestafeln vom Berg Sinai, während das Volk um das Goldene Kalb tanzt.

Das große reichhaltige Bild über dem Chorbogen ist wohl das bedeutendste von allen. Es stammt ebenfalls aus der zweiten Ausmalung und stellt die Geschichte von Jona und dem Walfisch in mehreren Episoden dar.

#### Bilder auf der Emporenbrüstung
Die Bilder auf der Emporenbrüstung stammen aus dem 18. Jahrhundert und zeigen die vier Evangelisten und zwölf Apostel in ungewöhnlicher Reihenfolge. Merkwürdigerweise fehlt Petrus, ebenso ungewöhnlich ist die Tatsache, dass eines der Bilder Judas gewidmet ist. Dies ist vermutlich darauf zurückzuführen, dass der Maler die genauen Namen der Apostel nicht kannte und den ersten Vornamen von Judas Thaddäus versehentlich dem so genannten Verräter Judas zuordnete. Dass das erste dieser Bilder mit Thaddaeus statt mit Judas Thaddaeus beschriftet ist, deutet darauf hin.

### Weitere Elemente
In der Südwand im Schiff befindet sich eine Nische, in der das Bildnis des Heiligen Wolfgang dargestellt ist. Vermutlich bewahrte die Gemeinde es, weil sie der Meinung war, es handle sich nicht um Wolfgang, sondern um Kilian, den Namenspatron der Kirche.
Das schmucklose, aber fein gearbeitete Taufbecken ist eine handwerklich sehr gute Steinmetzarbeit, angeblich aus dem 14. Jahrhundert. Der Fußstein allerdings – möglicherweise ein ehemaliger Mühlstein – gehörte ursprünglich mit Sicherheit nicht dazu.

### Orgel
Eine Orgel stand auf der im 18. Jahrhundert eingebauten und weit ausladenden Chorempore, wurde mit Abbau der Chorempore 1938/39 auf den Chorboden und 1961 auf die bei der Renovierung erneuerte Westempore gesetzt. Die neue Chororgel wurde 1988 vom Orgelbauer Peter Vier (Friesenheim) erbaut. Das Instrument hat 23 Register und 4 Vorabzüge auf zwei Manualen und Pedal. Drei Register des Hauptwerkes stehen auf Wechselschleifen und sind im Positiv spielbar. Das erste Manual ist als Koppelmanual angelegt. Die Spiel- und Registertrakturen sind mechanisch.
| II Hauptwerk C–g3 |                    |       |
| 1.                | Bourdon            | 16′   |
| 2.                | Prinzipal          | 8′    |
| 3.                | Spitzflöte         | 8′    |
| 4.                | Oktave             | 4′    |
| 5.                | Rohrflöte          | 4′    |
| 6.                | Superoktave        | 2′    |
| 7.                | Quinte (aus Nr. 8) | 1 ⁄3′ |
| 8.                | Mixtur IV          | 1 ⁄3′ |
| 9.                | Cornett V          | 8′    |
| 10.               | Trompete           | 8′    |

| III Positiv C–g3 |                      |       |
| 11.              | Bourdon (Nr. 1)      | 16′   |
| 12.              | Spitzflöte (Nr. 3)   | 8′    |
| 13.              | Gedackt              | 8′    |
| 14.              | Prinzipal            | 4′    |
| 15.              | Rohrflöte (Nr. 5)    | 4′    |
| 16.              | Nazard (aus Nr. 17)  | 2 ⁄3′ |
| 17.              | Sesquialter II       | 2 ⁄3′ |
| 18.              | Flageolet            | 2′    |
| 19.              | Sifflet (aus Nr. 20) | 1′    |
| 20.              | Scharf IV            | 1′    |
| 21.              | Cromorne             | 8′    |
|                  | Tremulant            |       |

| Pedalwerk C–f1 |                        |     |
| 22.            | Subbaß                 | 16′ |
| 23.            | Oktavbaß               | 8′  |
| 24.            | Gemshorn               | 8′  |
| 25.            | Choralbaß (aus Nr. 26) | 4′  |
| 26.            | Rauschwerk V           | 4′  |
| 27.            | Posaune                | 8′  |

- Koppeln: II/P, III/P